# Rady Delegatów Robotniczych w Polsce

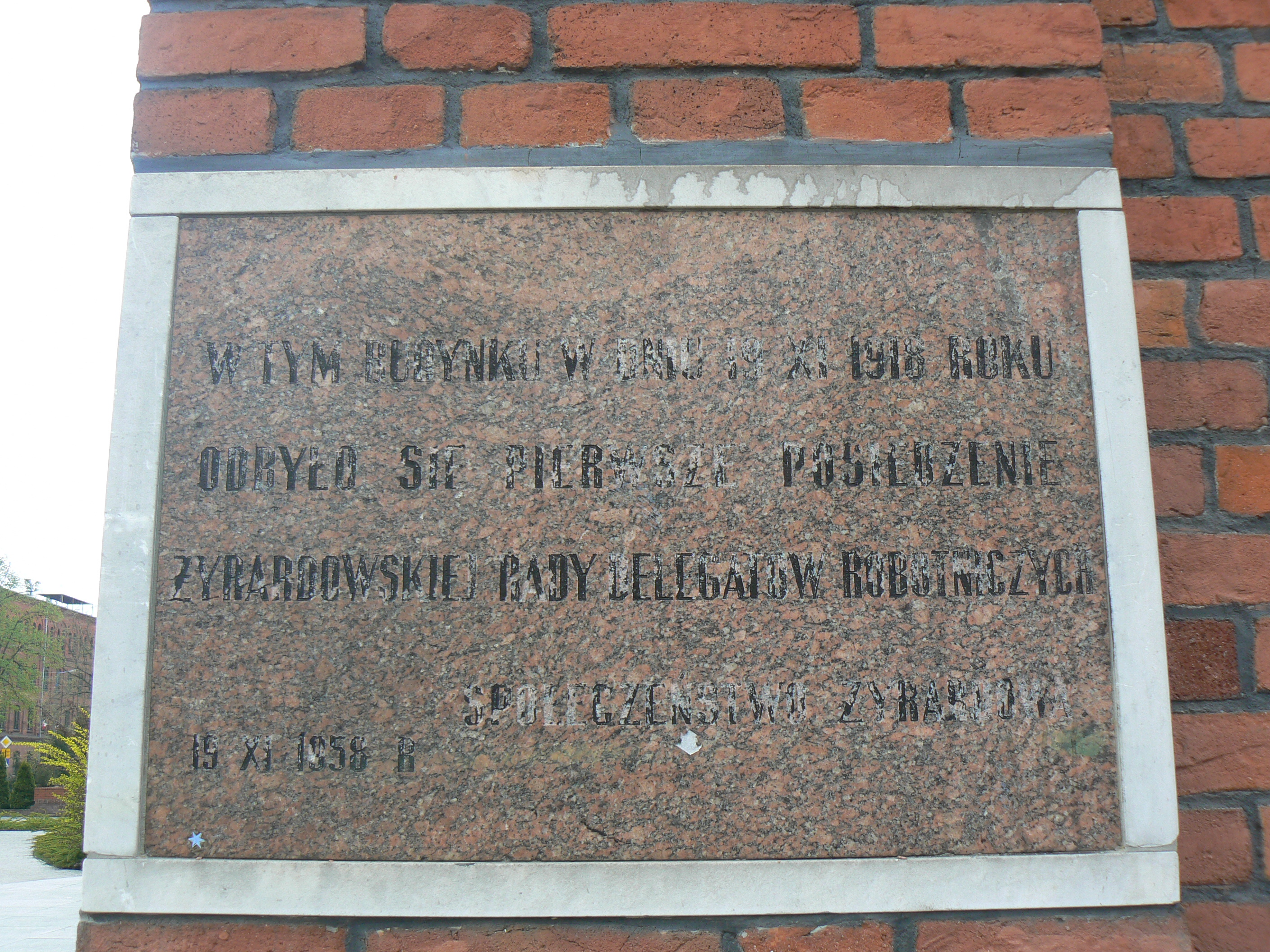
Tablica z 19 listopada 1958, upamiętniająca pierwsze posiedzenie Rady Delegatów Robotniczych w Żyrardowie, umieszczona na budynku resursy fabrycznej

Rady Delegatów Robotniczych w Polsce – rady robotnicze działające jako organy przedstawicielskie robotników i chłopów, powstające głównie z inicjatywy Socjaldemokracji Królestwa Polskiego i Litwy (SDKPiL) i Polskiej Partii Socjalistycznej – Lewicy oraz różnych grup politycznych na ziemiach polskich od listopada 1918.

## Historia i charakterystyka
W większych ośrodkach miejskich Rady Delegatów Robotniczych powstały m.in. w Lublinie (5.11), Zagłębiu Dąbrowskim (8.11), Poznaniu (polsko-niemiecka Rada Robotnicza i Żołnierska – 10–11.11), Warszawie (zorganizowane przez Zjednoczoną Komisję PPS-Lewicy, SDKPiL i Warszawską Radę Związków Zawodowych 11.11).
Najliczniejsze i najbardziej radykalne rady działały w Kraśniku, Lublinie, Płocku, Warszawie, Zamościu oraz Zagłębiu Dąbrowskim (robotnicy Zagłębia rozbroili stacjonujące tam załogi austro-węgierskie i utworzyli własne siły wojskowo-policyjne, tak zwaną Czerwoną Gwardię). Reprezentowały one ok. 0,5 mln robotników miejskich i folwarcznych. O wpływy w radach rywalizowały głównie Polska Partia Socjalistyczna, Komunistyczna Partia Robotnicza Polski, Narodowy Związek Robotniczy i żydowska partia Bund, co spowodowało, że rady – z powodu bardzo różnych i odległych od siebie poglądów na temat odbudowy Polski i jej przyszłego ustroju – nie wyłoniły ośrodka kierowniczego.
W lutym 1919 roku w 9 największych radach (Zagłębie Dąbrowskie, Warszawa, Łódź, Lublin, Radom, Włocławek, Płock, Żyrardów, Kalisz) układ sił był następujący: PPS posiadała 868 delegatów, KPRP – 810, Bund – 251, Poalej-Syjon – 244, NZR – 123, Ferajnigte – 42, Socjal-syjoniści – 2. Absolutną większość mieli komuniści tylko w Zagłębiu Dąbrowskim. W innych radach pod względem liczebności znajdowali się na drugim miejscu za PPS.
| Miejscowość | Liczba robotników na 1 delegata | KPRP | PPS | Bund | Poalej Syjon | Ferajnigte | SS | NZR | Ogółem delegatów w Radzie | Ogólna liczba robotniczych reprezentantów w Radzie |
| ----------- | ------------------------------- | ---- | --- | ---- | ------------ | ---------- | -- | --- | ------------------------- | -------------------------------------------------- |
| Warszawa    | 50                              | 299  | 301 | 137  | 131          | 41         | –  | 56  | 965                       | 48 000                                             |
| Zagłębie    | 100                             | 229  | 130 | 5    | 5            | –          | –  | 21  | 390                       | 39 000                                             |
| Łódź        | 100                             | 156  | 179 | 71   | 68           | 8          | 2  | 35  | 521                       | 5000                                               |
| Lublin      | 50                              | 41   | 44  | –    | –            | –          | –  | –   | 85                        | 4000                                               |
| Radom       | 50                              | 15   | 78  | 30   | 39           | –          | –  | –   | 160                       | 8000                                               |
| Włocławek   | 50                              | 20   | 25  | –    | –            | –          | –  | –   | 45                        | 2500                                               |
| Płock       | 50                              | 15   | 35  | 3    | 1            | –          | –  | –   | 59                        | 2700                                               |
| Żyrardów    | 100                             | 27   | 30  | 3    | –            | –          | –  | 10  | 70                        | 7000                                               |
| Kalisz      | 100                             | 18   | 46  | 2    | –            | –          | –  | 1   | 62                        | 67 000                                             |
| Ogółem:     |                                 | 810  | 868 | 251  | 244          | 49         | 2  | 123 | 2357                      | 169 900                                            |

Przedłużeniem działalności rad do zakładów pracy były komitety kopalnianie, fabryczne i folwarczne. Miały być one – zgodnie z postulatami KPRP – łącznikami rad z masami i reprezentować całokształt interesów robotniczych wobec administracji zakładów. W Zagłębiu Dąbrowskim przejmowały nawet kontrolę nad produkcją. Komitety folwarczne powstały w Lubelskiem, Kieleckiem, w rejonie Ciechanowa, Włocławka, Kutna, Końskich, Kalisza, Sochaczewa, Skierniewic, Rawy i Płocka.
Na ziemiach byłego Królestwa Polskiego powstało ponad 100 rad skupiających około 500 tysięcy robotników i chłopów. Po wycofaniu się PPS-u, który miał w radach największe wpływy i innych partii oraz decyzji władz rady zlikwidowano w lipcu 1919.
Rady robotnicze na terenach Polski powstawały również podczas Rewolucji 1905. W lipcu 1944 r. Koło Robotnicze KRN, które miało koordynować faktyczne tworzenie i działalność komitetów fabrycznych i Wydział Robotniczy CKL, wydały pierwszą wspólną odezwę, w której wezwały załogi do obrony zakładów i urządzeń przemysłowych przed ewakuacją do Niemiec i do ich przejęcia w chwili wyzwolenia kraju. Bezpośrednio po wojnie, stosownie do nowego ustroju państwa, w 1945 r. wydano dekret o radach zakładowych, stanowiących reprezentacje robotników w przedsiębiorstwie. Idea rad była też obecna podczas wydarzeń Października 1956. 19 listopada 1956 Sejm PRL uchwalił ustawę nominalnie stanowiącą o owych radach robotniczych. Obowiązywała ona do 20 grudnia 1958. Rady i komitety strajkowe były też powołane w latach 1980–1981 na fali strajków robotniczych i wydarzeń Sierpnia 1980.